# Anthela hyperythra
Anthela hyperythra là một loài bướm đêm thuộc họ Anthelidae. Loài này có ở Úc.